# 小針駅 (愛知県)
小針駅（おばりえき）は、かつて愛知県小牧市外堀2丁目に存在した名古屋鉄道小牧線（岩倉支線）の駅。

## 歴史
1920年（大正9年）9月23日、名古屋電気鉄道小牧線開業と同時に開業。途中駅が無人化された後、1964年（昭和39年）4月26日の名鉄岩倉支線廃止とともに廃止となった。
- 1920年（大正9年）9月23日 - 開業
- 1948年（昭和23年）11月1日以前 - 無人化[2]
- 1964年（昭和39年）4月26日 - 路線廃止[3]。

## 隣の駅
名古屋鉄道
小牧線（岩倉支線） 
小木駅 - 小針駅 - 西小牧駅